# 11074 Куніваке
11074 Куніваке (11074 Kuniwake) — астероїд головного поясу, відкритий 23 вересня 1992 року.
Тіссеранів параметр щодо Юпітера — 3,421.
Названо на честь астронома-аматора Куніваке (яп. くにわけ(国分) куніваке)